# وسام الجمهورية (السودان)
وسام الجمهورية وسام دولة سوداني تأسس في 16 نوفمبر 1961 ويمنح للسودانيين والأجانب الذين قدموا مساهمات مستحقة للحكومة. الوسام هو أعلى وسام سوداني. الأمر له مسألتان: الحاكم العام سوف يقوم بإيقاف وحيد القرن، وقضية جمهورية السودان الديمقراطية مع شعار الجمهورية (سكرتير العصفور).

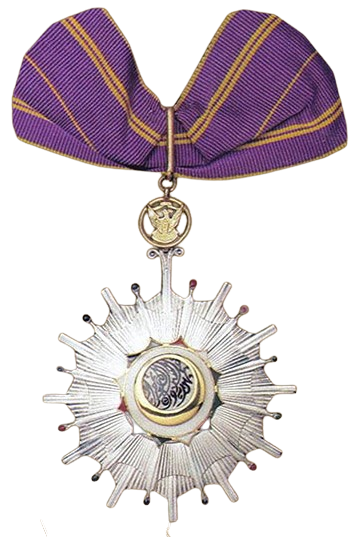
إصدار جمهورية السودان الديمقراطية من وسام الجمهورية

لا يجوز تكرار منح الأوسمة والميداليات، أو الترقية من رتبة إلى مرتبة أعلى، إلا بعد مضي ثلاث سنوات على الأقل من تاريخ منحها. يتم تخفيض هذه الفترة إلى سنة واحدة للموظفين إذا تمت إحالتهم إلى التقاعد. تظل الطلبات والميداليات ملكًا للحائز على الجائزة، وورثتها كتذكار دون أن يكون لأي منهم الحق في حملها. مع عدم الإخلال بأية عقوبة أخرى منصوص عليها في قوانين السودان، يجوز بأمر من رئيس الجمهورية نزع قلادة أو وشاح أو ميدالية أو ميدالية أو عباءة شرف أو حزام إذا ارتكبوا التصرف الذي يخل بالشرف أو يتعارض مع الولاء للدولة.

## الطبقات

### الطبقة الأولى
وتتكون من شريط حريري من اللون البنفسجي المضلع، مقسم طولياً بسبعة خطوط خضراء فاتحة، وينتهي بميدالية مكونة من ثلاثة أسطح مترادفة، أولها مينا أبيض مع نقش (جمهورية السودان الديمقراطية) باللون الأزرق الغامق و محاطة بألوان علم جمهورية السودان الديمقراطية والسطحين الثاني والثالث مصنوعين من معدن البلاتين، بالإضافة إلى زخارف صفراء بالمينا عند أطراف السطح الثاني. تتدلى الميدالية من دائرة ذهبية في الوسط، وهي عبارة عن رسم لشعار جمهورية السودان الديمقراطية يحيط بالوشاح من اليمين إلى اليسار. يتبع الوشاح ميدالية كبيرة (ميدالية) محمولة على الصدر على الجانب الأيسر.

### الطبقة الثانية
وتتكون من عقد مصنوع من قماش حريري، من نفس لون الوشاح. يتم ارتداؤها حول العنق، وتتدلى منه ميدالية شبيهة بميدالية الفئة الأولى، تليها (ميدالية) تلبس على الصدر على الجانب الأيسر، تشبه ميدالية الوشاح.

### الطبقة الثالثة
وتتكون من عقد من قماش الحرير شبيه بقلادة الطبقة الثانية يلبس حول العنق وميدالية شبيهة بميدالية الدرجة الثانية تتدلى منه.

### الطبقة الرابعة
وتتكون من ميدالية توضع على الصدر على الجانب الأيسر. تتدلى الميدالية من دائرة ذهبية في الوسط، وهي عبارة عن رسم لشعار جمهورية السودان الديمقراطية (سكرتير بيرد). هذه الدائرة متصلة بشريط حريري متموج من نفس لون شريط وسام الدرجة الثالثة. تتكون الطبقة الرابعة من سطحين فقط، أولهما مطلي بالمينا الأبيض وعليه كتابة (جمهورية السودان الديمقراطية) باللون الأزرق الغامق ومحاطة بألوان علم جمهورية السودان الديمقراطية. والثاني مصنوع من معدن البلاتين، وزينت حوافه بدوائر صغيرة من المينا الصفراء.

### الطبقة الخامسة
وتتكون من ميدالية تلبس على الصدر من الجانب الأيسر. تتدلى الميدالية من دائرة ذهبية في الوسط وهي عبارة عن رسم لشعار جمهورية السودان الديمقراطية. هذه الدائرة مثبتة على شريط حريري متموج من نفس لون شريط الفئة الرابعة. تتكون الزخرفة من سطحين مترادفين فقط، الأول من المينا الأبيض مكتوب عليه (جمهورية السودان الديمقراطية) باللون الأزرق الغامق ومُحاط بألوان علم جمهورية السودان الديمقراطية، والثاني من معدن البلاتين. وهي تختلف عن وسام الطبقة الرابعة في أن حوافها غير مزخرفة بدوائر من المينا الصفراء.

## المستفيدين البارزين
- 1970 هيلا سيلاسي [5][6]
- 1975 أندرو و. ريانج ويو [7]
- 1979 إسماعيل الحاج موسى [7]
- 1993 النظير دفع الله [8]
- 2013 أحمد بن عبد الله آل محمود [9]
- 2013 جمال الوالي  [10]
- 2014 صادق المهدي [11][12][13]
- 2014 محمد عثمان الميرغني الخاتم [11][12]
- 2017 Zhang Gaoli [14]
- 2018 ريك مشار [15]
- 2021 كريس كونز [16]
- أمين أبو عينينة [7]
- بيتر جاتكوث جوال [7]
- عز الدين حامد [7]
- كامل محمد سعيد [7]
- محمد سيد الشعار [7]
- أحمد عبد الهام [7]
- عمر يوسف بيريدو
- سيد عبد الله الحسن